# Barbara Melzi

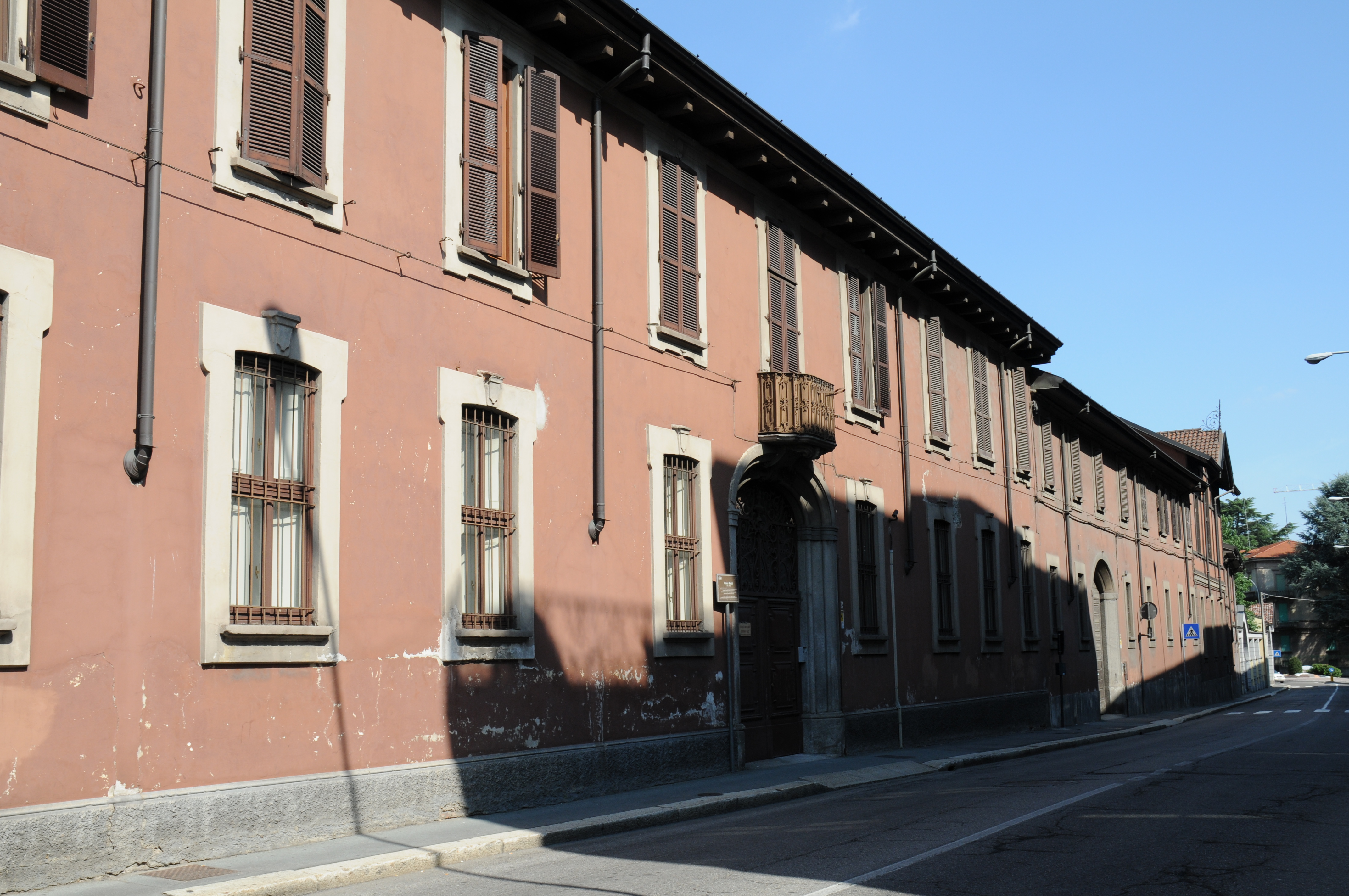
L'istituto scolastico Barbara Melzi di Legnano

Barbara Melzi (Tradate, 12 ottobre 1825 – 13 dicembre 1899) è stata una suora canossiana.

## Biografia
Figlia del conte Francesco Melzi Malingegni, commendatore del Gran priorato di Lombardia e Venezia dell'Ordine di Malta, e della contessa Isabella Salazar.
Cresciuta nel castello di Tradate, soffrì per tutta la vita a causa della menomazione provocata da una caduta avvenuta nella primissima infanzia. Una cameriera, quando Barbara era ancora in fasce, la fece cadere in terra provocando una grave lussazione al femore. Ciò venne taciuto sino al momento in cui la piccola fu liberata dalle fasce e nonostante i numerosi specialisti interpellati non guarì mai.
Affascinata dal carisma di Maddalena di Canossa, decide di seguirne le orme, cominciando ad approfondire la conoscenza della religione cattolica.
Già nel 1846, Barbara Melzi sogna una vita conforme alla lettera ed allo spirito della Santa di Canossa nel popoloso quartiere di Legnanello. Questo, unito alla charitas cristiana, la convinse a prendere i voti e a diventare suora canossiana .
All'inizio del XX secolo donò dei cospicui contributi per la costruzione della chiesa del Santo Redentore a Legnano.
Fondò una scuola nel quartiere legnanese di Legnanello, creata per il conseguimento del titolo di maestra. Con la partecipazione statale prenderà prima il nome di "normale" e poi di "Istituto Magistrale".
Oltre all'istituto, le è stata dedicata una delle vie principali di Legnano, adiacente ai palazzi e terreni da lei donati alla città.

## Il palazzo Melzi di Legnano
Nel 1850, i Melzi donano il palazzo di Legnanello alla comunità. L'edificio subisce un primo adattamento per ospitare l'abitazione dei Conti Melzi, le sette madri provenienti da Milano, le scuole, la biblioteca, l'oratorio e l'ospizio.
Nel 1915, per volontà di madre Giulia Amigazzi, superiora dell'Istituto fondato dalla Melzi, il palazzo viene adibito anche a ospedale per i soldati arrivando a ospitare 160 feriti a Legnano e 130 a Tradate.
Le religiose si occuparono anche di insegnare a leggere e scrivere ai lungodegenti e solo alla fine della prima guerra mondiale riprenderà esclusivamente la funzione di istituto scolastico, iniziando a ospitare alcune delle numerose orfane .